# Todima rufula
Todima rufula is een keversoort uit de familie somberkevers (Zopheridae). De wetenschappelijke naam van de soort werd in 1893 gepubliceerd door Antoine Henri Grouvelle.